# 닌텐도 제품 목록
다음은 닌텐도가 개발하거나 유통한 제품들의 목록이다. 닌텐도 플랫폼에 발매된 제3자의 제품은 닌텐도의 인가를 받거나 배급을 맡은 것이 아니면 제외한다.

## 고전 장난감
| 이름                            | 발매일    | 개발사                      | 각주  |
| 이름                            | 일본      | 개발사                      | 각주  |
| ------------------------------- | --------- | --------------------------- | ----- |
| 닌텐도의 야구반                 | 1965      | 닌텐도                      | [ 1 ] |
| 펀치 레이스                     | 1965      | 닌텐도                      | [ 1 ] |
| 테이블 사커                     | 1965      | 닌텐도                      | [ 1 ] |
| 타임 봄                         | 1965      | 닌텐도                      | [ 1 ] |
| 피프틴게임                      | 1965-1966 | 닌텐도                      | [ 1 ] |
| 마이 카 레이스                  | 1965-1966 | 닌텐도                      | [ 1 ] |
| 뉴 코스터 게임                  | 1965-1966 | 닌텐도                      | [ 1 ] |
| 래빗 코스터 게임                | 1965-1966 | 닌텐도                      | [ 1 ] |
| 트랜시버 컴패니언               | 1965-1966 | 닌텐도                      | [ 1 ] |
| 홈 볼링                         | 1966      | 닌텐도                      | [ 1 ] |
| 매직 룰렛                       | 1966      | 닌텐도                      | [ 1 ] |
| 마블                            | 1966      | 닌텐도                      | [ 1 ] |
| 픽처 커터                       | 1966      | 닌텐도                      | [ 1 ] |
| 트위스터 게임                   | 1966      | 닌텐도                      | [ 1 ] |
| 울트라 핸드                     | 1966      | 닌텐도                      | [ 1 ] |
| 울트라 코스터                   | 1967      | 닌텐도                      | [ 1 ] |
| 울트라 머신                     | 1967      | 닌텐도                      | [ 1 ] |
| 힙 플립                         | 1968      | 닌텐도                      | [ 1 ] |
| N&B 블록                        | 1968      | 닌텐도                      | [ 1 ] |
| 피플 하우스                     | 1968      | 닌텐도                      | [ 1 ] |
| 챌린지 다이스                   | 1969      | 닌텐도                      | [ 1 ] |
| 러브 테스터                     | 1969      | 닌텐도                      | [ 1 ] |
| 캔디 머신                       | 1970      | 닌텐도 개발 제일부          | [ 1 ] |
| 다이나믹 사커                   | 1970      | 닌텐도 개발 제일부          | [ 1 ] |
| 광선총 SP 일렉트로 버드         | 1970      | 닌텐도 개발 제일부          | [ 1 ] |
| 광선총 SP 일렉트로 라이언       | 1970      | 닌텐도 개발 제일부          | [ 1 ] |
| 광선총 SP 일렉트로 룰렛         | 1970      | 닌텐도 개발 제일부          | [ 1 ] |
| 광선총 SP 일렉트로 사파리       | 1970      | 닌텐도 개발 제일부          | [ 1 ] |
| 광선총 SP 건 / 광선총 SP 라이플 | 1970      | 닌텐도 개발 제일부          | [ 1 ] |
| 광선총 SP 점핑 보틀             | 1970      | 닌텐도 개발 제일부          | [ 1 ] |
| 마마베리카                      | 1970      | 닌텐도 개발 제일부          | [ 1 ] |
| 카피라스                        | 1971      | 닌텐도 개발 제일부          | [ 1 ] |
| 전기시계                        | 1971      | 닌텐도 개발 제일부          | [ 1 ] |
| 벌집 게임                       | 1971      | 닌텐도 개발 제일부          | [ 1 ] |
| 호핑 게임                       | 1971      | 닌텐도 개발 제일부          | [ 1 ] |
| 괴수 카피                       | 1971      | 닌텐도 개발 제일부          | [ 1 ] |
| 광선전화 LT                     | 1971      | 닌텐도 개발 제일부          | [ 1 ] |
| 광선총 커스텀 레버 액션 라이플  | 1971      | 닌텐도 개발 제일부          | [ 1 ] |
| 광선총 커스텀 타깃              | 1971      | 닌텐도 개발 제일부          | [ 1 ] |
| 광선총 SP 일렉트로 포커         | 1971      | 닌텐도 개발 제일부          | [ 1 ] |
| 미니 게임                       | 1971      | 닌텐도 개발 제일부          | [ 1 ] |
| 스페이스 볼                     | 1971      | 닌텐도 개발 제일부          | [ 1 ] |
| 트윈스                          | 1971      | 닌텐도 개발 제일부          | [ 1 ] |
| 울트라 스코프                   | 1971      | 닌텐도 개발 제일부          | [ 1 ] |
| 엘레콩가                        | 1972      | 닌텐도 개발 제일부          | [ 1 ] |
| 엑스트라 4                      | 1972      | 닌텐도 개발 제일부          | [ 1 ] |
| 광야의 건맨 게임                | 1972      | 닌텐도 개발 제일부          | [ 1 ] |
| 레프티 RX                       | 1972      | 닌텐도 개발 제일부          | [ 1 ] |
| 마하 라이더                     | 1972      | 닌텐도 개발 제일부          | [ 1 ] |
| 미라클 트럼프 / 마법의 트럼프   | 1972      | 닌텐도 개발 제일부          | [ 1 ] |
| 판다를 만들자 애니멀 블록       | 1972      | 닌텐도 개발 제일부          | [ 1 ] |
| 타임 쇼크                       | 1972      | 닌텐도 개발 제일부          | [ 1 ] |
| 유니락                          | 1972      | 닌텐도 개발 제일부          | [ 1 ] |
| 파워 리프트                     | 1973      | 닌텐도 개발 제일부          | [ 1 ] |
| 하키 게임                       | 1974      | 닌텐도 개발 제일부          | [ 1 ] |
| 페이퍼 모델                     | 1974      | 닌텐도 개발 제일부          | [ 1 ] |
| 숏레이서                        | 1974      | 닌텐도 개발 제일부          | [ 1 ] |
| 미스터 매지션: 코인 & 스틱      | 1975      | 닌텐도 개발 제일부          | [ 1 ] |
| 펀치보이                        | 1975      | 닌텐도 개발 제일부          | [ 1 ] |
| 광선총 커스텀 건맨              | 1976      | 닌텐도 개발 제일부          | [ 1 ] |
| 광선총 커스텀 라이언            | 1976      | 닌텐도 개발 제일부          | [ 1 ] |
| 광선총 덕 헌트                  | 1976      | 닌텐도 개발 제일부          | [ 1 ] |
| 울트라 머신 DX                  | 1977      | 닌텐도 개발 제일부          | [ 1 ] |
| 치리토리                        | 1979      | 닌텐도 개발 제일부          | [ 1 ] |
| 텐 빌리언                       | 1980      | 닌텐도 개발 제일부          | [ 1 ] |
| 크로스오버                      | 1981      | 닌텐도 개발 제일부          | [ 1 ] |
| 컴퓨터 마작 역할                | 1983      | 닌텐도 개발 제일부          | [ 1 ] |
| 별의 커비 (애니메이션) 트럼프   | 2002      | HAL 연구소, 닌텐도          | [ 2 ] |
| 전설의 스타피 트럼프            | 2002      | 토세, 닌텐도                | [ 3 ] |
| 포케모션                        | 2003      | 닌텐도 시스템개발본부       |       |
| 파이어 엠블렘 0 (Cipher)        | 2015      | 인텔리전트 시스템즈, 닌텐도 |       |

## 아케이드
| 제목                | 출시일          | 출시일          | 출시일          | 개발사                              | 각주                              |
| 제목                | 일본            | 북미            | 유럽            | 개발사                              | 각주                              |
| ------------------- | --------------- | --------------- | --------------- | ----------------------------------- | --------------------------------- |
| 레이저 점사 시스템  | 1973년          | 미출시          | 미출시          | 닌텐도 개발 제일부                  | [ 4 ]                             |
| 미니 레이저 클래이  | 1974년          | 미출시          | 미출시          | 닌텐도 개발 제일부                  | [ 4 ]                             |
| 와일드 건맨         | 1974년          | 1976년          | 1976년          | 닌텐도 개발 제일부                  | [ 4 ]                             |
| 패시네이션          | 1974년          | 1974년          | 미출시          | 닌텐도 개발 제일부                  | [ 4 ]                             |
| EVR 레이스          | 1975년          | 1975년          | 미출시          | 닌텐도 개발 제일부, 미쓰비시 전기   | [ 4 ] [ 5 ]                       |
| 슈팅 트레이너       | 1975년          | 1976년          | 1976년          | 닌텐도 개발 제일부                  | [ 4 ]                             |
| EVR 베이스볼        | 1976년          | 미출시          | 미출시          | 닌텐도 개발 제일부, 미쓰비시 전기   | [ 4 ] [ 5 ]                       |
| 스카이 호크         | 1976년          | 1976년          | 1976년          | 닌텐도 개발 제일부                  | [ 4 ]                             |
| 배틀 호크           | 1977년          | 1978년          | 1978년          | 닌텐도 개발 제일부                  | [ 4 ]                             |
| 데드 라인           | 1977년          | 미출시          | 미출시          | 닌텐도                              | [ 6 ]                             |
| 뉴 슈팅 트레이너    | 1978년          | 1978년          | 1978년          | 닌텐도 개발 제일부                  | [ 4 ]                             |
| 컴퓨터 오셀로       | june 1978       | 미출시          | 미출시          | 닌텐도 개발 제일부                  | [ 4 ] [ 7 ] [ 8 ]                 |
| 테스트 드라이버     | october 1978    | 1978년          | 1978년          | 닌텐도 개발 제일부                  | [ 4 ]                             |
| 블록 피버           | november 1978   | 미출시          | 미출시          | 닌텐도 개발 제일부, 이케가미 통신기 | [ 4 ] [ 9 ]                       |
| 스페이스 피버       | 1979년          | 1980년          | 미출시          | 닌텐도 개발 제일부, 이케가미 통신기 | [ 4 ] [ 10 ]                      |
| 컬러 스페이스 피버  | 1979년          | 1980년          | 미출시          | 닌텐도 개발 제일부, 이케가미 통신기 | [ 4 ] [ 11 ]                      |
| 헤드온 N            | 1979년          | 미출시          | 미출시          | 닌텐도 개발 제일부                  | [ 4 ] [ 12 ]                      |
| 봄 비 N             | 1979년          | 미출시          | 미출시          | 닌텐도 개발 제일부                  | [ 13 ]                            |
| 큐티 Q              | 1979년          | 미출시          | 미출시          | 닌텐도 개발 제일부                  | [ 4 ]                             |
| SF 하이스플리터     | august 1979     | 미출시          | 미출시          | 닌텐도 개발 제일부, 이케가미 통신기 | [ 4 ] [ 14 ]                      |
| 셰리프              | october 1979    | january 1980    | november 1979   | 닌텐도 개발 제일부                  | [ 4 ] [ 15 ] [ 16 ]               |
| 몽키 매직           | october 1979    | 미출시          | 미출시          | 닌텐도 개발 제일부                  | [ 4 ] [ 17 ] [ 18 ]               |
| 스페이스 런처       | november 1979   | 1980년          | 미출시          | 닌텐도 개발 제일부                  | [ 19 ] [ 20 ] [ 21 ]              |
| 스페이스 파이어버드 | 1980년          | 1980년          | 미출시          | 닌텐도 개발 제일부, 이케가미 통신기 | [ 4 ] [ 22 ] [ 23 ] [ 24 ]        |
| 헬리 파이어         | september 1980  | 1980년          | 미출시          | 닌텐도 개발 제일부, 이케가미 통신기 | [ 4 ] [ 25 ]                      |
| 레이더 스코프       | 1980년          | november 1980   | november 1980   | 닌텐도 개발 제일부, 이케가미 통신기 | [ 4 ] [ 26 ] [ 27 ] [ 28 ]        |
| 동키콩              | 1981년 7월 9일  | 1981년 7월 31일 | 1981년          | 닌텐도 개발 제일부, 이케가미 통신기 | [ 4 ] [ 29 ] [ 30 ]               |
| 스카이 스키퍼       | august 1981     | 미출시          | 미출시          | 닌텐도 개발 제일부                  | [ 4 ] [ 31 ]                      |
| 스페이스 디먼       | 미출시          | 1981년          | 미출시          | 닌텐도 개발 제일부, 이케가미 통신기 | [ 4 ]                             |
| 동키콩 Jr.          | august 1982     | 1982년          | 1982년          | 닌텐도 개발 제일부                  | [ 4 ] [ 32 ] [ 33 ] [ 34 ] [ 35 ] |
| 뽀빠이              | december 1982   | 1983년          | 미출시          | 닌텐도 개발 제일부                  | [ 4 ] [ 36 ] [ 37 ] [ 38 ]        |
| 마리오 브라더스     | 1983년 7월 14일 | 1983년 6월 1일  | 1983년 6월 20일 | 닌텐도 개발 제일부                  | [ 39 ]                            |
| 동키콩 3            | october 1983    | 1983년          | 1983년          | 닌텐도 개발 제일부                  | [ 40 ] [ 41 ]                     |
| 펀치 아웃!!         | 1984년 2월 17일 | march 1984      | july 1984       | 닌텐도 개발 제삼부                  | [ 42 ] [ 43 ] [ 44 ]              |
| 슈퍼 펀치 아웃!!    | September 1984  | October 1985    | 미출시          | 닌텐도 개발 제삼부                  | [ 45 ] [ 46 ] [ 47 ]              |
| 암 레슬링           | 미출시          | May 1985        | 미출시          | 닌텐도 개발 제삼부                  | [ 48 ]                            |
| 알타입              | July 1987       | October 1987    | 미출시          | 아이렘                              | [ 49 ] [ 50 ]                     |

1. 1 2 3 4  Published by Sega in region.
2. ↑  Promotional prototype
3. ↑  Developed under license from Sega.
4. 1 2  Created under license from Namco.
5. 1 2  Published by third party in region.
6. 1 2 3  Published in North America under license from Irem.

## 같이 보기
- 게임 & 워치 게임 목록
- 패밀리 컴퓨터 게임 목록
- 패미컴 디스크 시스템 게임 목록
- 게임보이 게임 목록
- 슈퍼 패미컴 게임 목록
- 슈퍼 게임보이 게임 목록
- 버추얼 보이 게임 목록
- 닌텐도 64 게임 목록
- 게임보이 컬러 게임 목록
- 게임보이 어드밴스 게임 목록
- 게임큐브 게임 목록
- 닌텐도 DS 게임 목록
- Wii 게임 목록
- 닌텐도 3DS 게임 목록
- Wii U 게임 목록
- 닌텐도 스위치 게임 목록